# Busura Alieu
Busura Alieu är en ort i Gambia. Den ligger i regionen Upper River, i den östra delen av landet, 220 km öster om huvudstaden Banjul. Antalet invånare var 178 vid folkräkningen 2013.